# 방글라데시의 구

방글라데시의 구

방글라데시의 8개 주는 64개 구로 구성되어 있다. 이들 구는 495개 군으로 나뉜다.

## 방글라데시의 구 목록
- 바리살주
  - 바르구나구
  - 바리살구
  - 볼라구
  - 잘로카티구
  - 파투아칼리구
  - 피로지푸르구
- 치타공주
  - 반다르반구
  - 브라만바리아구
  - 찬드푸르구
  - 치타공구
  - 코밀라구
  - 콕스바자르구
  - 페니구
  - 카그라차리구
  - 락슈미푸르구
  - 노아칼리구
  - 랑가마티구
- 다카주
  - 다카구
  - 파리드푸르구
  - 가지푸르구
  - 고팔간지구
  - 키쇼레간지구
  - 마다리푸르구
  - 마니크간지구
  - 문시간지구
  - 나라양간지구
  - 나르싱디구
  - 라지바리구
  - 샤리아트푸르구
  - 탕가일구
- 쿨나주
  - 바게르하트구
  - 추아당가구
  - 조쇼르구
  - 제나이다구
  - 쿨나구
  - 쿠슈티아구
  - 마구라구
  - 메헤르푸르구
  - 나라일구
  - 사트키라구
- 마이멘싱주
  - 자말푸르구
  - 마이멘싱구
  - 네트로코나구
  - 셰르푸르구
- 라지샤히주
  - 보그라구
  - 조이푸르하트구
  - 나오가온구
  - 나토르구
  - 차파이나와브간지구
  - 파브나구
  - 라지샤히구
  - 시라지간지구
- 랑푸르주
  - 디나지푸르구
  - 가이반다구
  - 쿠리그람구
  - 랄모니르하트구
  - 닐파마리구
  - 판차가르구
  - 랑푸르구
  - 타쿠르가온구
- 실렛주
  - 하비간지구
  - 모울비바자르구
  - 수남간지구
  - 실렛구

## 같이 보기
- 방글라데시의 주